# Algol (ster)

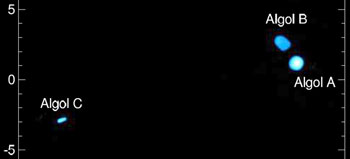
Algol op 12 augustus 2009 gemeten met de CHARA interferometer

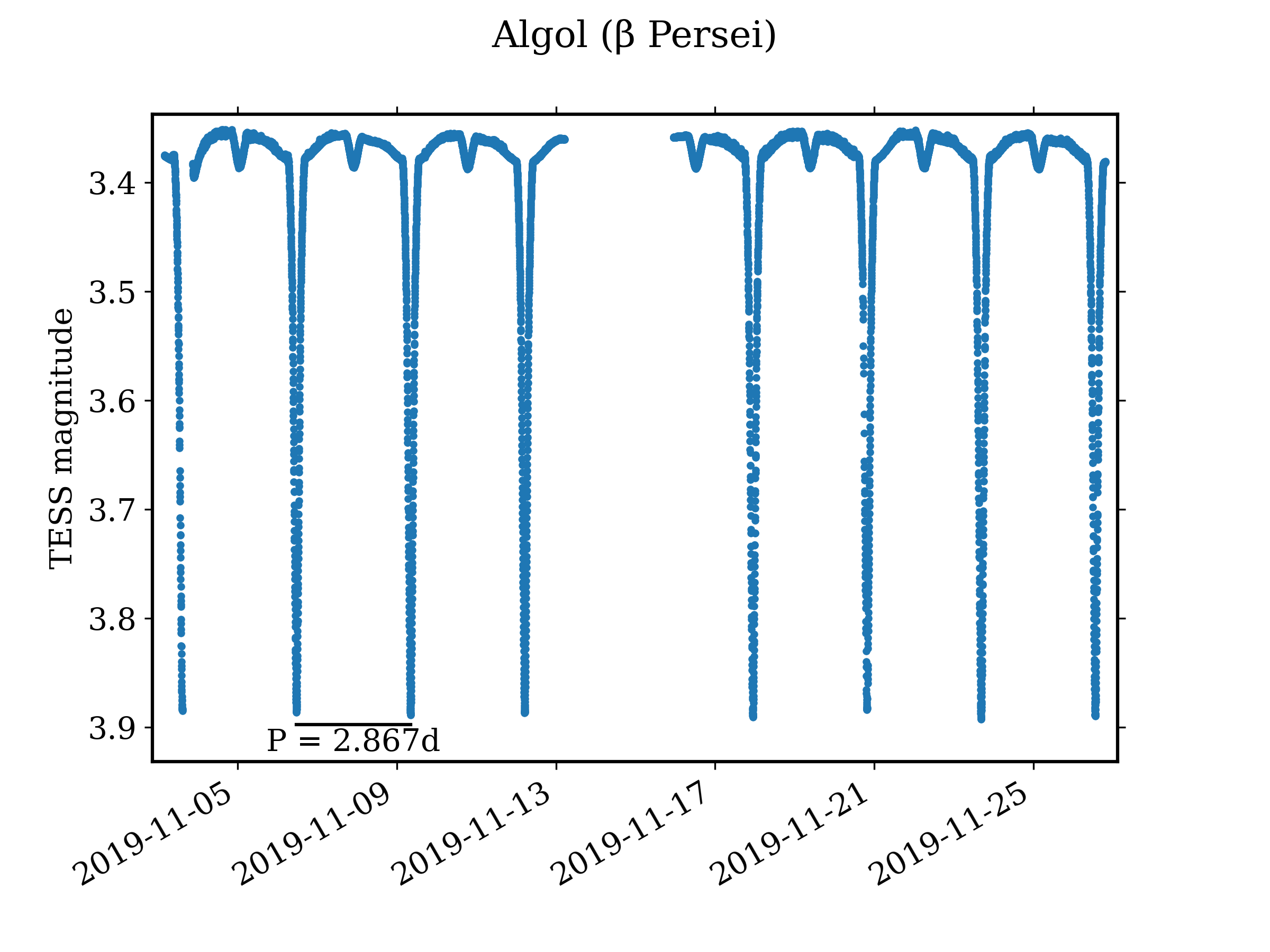
Lichtkromme van Algol

Algol (beta Persei) is een heldere drievoudige ster in het sterrenbeeld Perseus met een afstand van 89,9 lichtjaar. Omdat de sterren elkaar regelmatig bedekken varieert de helderheid met een periode van ongeveer 3 dagen. Het is een van de bekendste veranderlijke sterren en draagt daarom onheilspellende namen zoals Gorgona, Gorgonea Prima, Duivelsster en El Ghoul.

## Ontdekking
De variabiliteit van Algol is in 1667 ontdekt door Geminiano Montanari (maar mogelijk reeds eeuwen daarvoor door Egyptische, Griekse en Arabische astronomen). De periodiciteit van de helderheidsvariaties is ontdekt door John Goodricke in 1783.

## Bedekkingsvariabele

De lichtkromme van Algol

Algol is het prototype van een klasse van veranderlijke sterren die Algolvariabelen worden genoemd. Het is een bedekkingsveranderlijke waarbij twee sterren, de één helderder dan de andere, om elkaar heen draaien. Van de aarde af gezien bedekken deze sterren elkaar beurtelings. De ster bezit dus een veranderlijke lichtsterkte. Als beide sterren naast elkaar staan is de helderheid het grootst. Wanneer echter de lichtzwakkere van de twee sterren de helderdere gedeeltelijk verduistert, neemt de totale helderheid van het systeem af met 1,3 magnitude, oftewel tot zo'n 30% van de maximale helderheid. 30 uur na deze verduistering passeert de helderdere ster voor de zwakkere en neemt de helderheid van het systeem af met 0,1 magnitude. De primaire bedekkingsperiode duurt in zijn geheel ongeveer 9,5 uur en herhaalt zich elke 2 dagen 20 uur 49 minuut (2,867 dag).

### De Algol-paradox
Twee sterren die een dubbelster vormen, ontstaan gelijktijdig uit dezelfde wolk van interstellair materiaal. De theorie van de sterevolutie leert ons dat zwaardere sterren sneller evolueren dan lichtere. De helderste component van het Algolsysteem heeft een massa van ongeveer 3,7 maal die van de zon en bevindt zich thans op de hoofdreeks. De zwakkere component echter heeft een massa van slechts 0,8 maal die van de zon en zou dus veel langzamer moeten evolueren dan de heldere component. Dit is echter niet het geval daar deze lichtere ster de hoofdreeks is gepasseerd en zich thans in het reuzenstadium bevindt. De waarschijnlijke verklaring voor deze paradox is, dat de lichtere ster tijdens zijn evolutie veel van zijn massa heeft verloren aan de zwaardere ster en oorspronkelijk dus veel zwaarder geweest moet zijn. Dit verklaart het verre stadium in zijn evolutie ten opzichte van de helderste ster.
Hiernaast is Algol een van de weinige "normale" sterren die ook nog een radiobron is. Waarschijnlijk komen de radio-uitbarstingen van "sterbevingen" die door de nabije partner veroorzaakt worden.